# Ex Ospedale Sant'Agostino
L'Ex Ospedale Sant'Agostino è un edificio di Modena.

## Storia
Caratterizzato dalla forma a "tenaglia", l'Ospedale Sant'Agostino di Modena nacque come Grande Spedale degli Infermi tra il 1753 ed il 1758 per iniziativa del Duca Francesco III d'Este. Fu poi ampliato nel 1772, creando ulteriori spazi affacciati sulla via Emilia, per ospitare un'infermeria militare. Fin dalle origini, e in particolare nell'Ottocento, le vicende storiche e politiche del Grande Spedale si intrecciarono alle sorti dell'Albergo dei Poveri, che sorgeva di fronte ed oggi è noto come Palazzo dei Musei. Con la prima guerra mondiale e la successiva crescita demografica si avvertì la necessità di creare un nuovo polo ospedaliero, il Policlinico, che fu poi realizzato nel secondo dopoguerra. L'Ospedale Sant'Agostino è tuttavia rimasto in funzione fino al 2004, quando il personale, le attrezzature e le attività cliniche sono stati trasferiti nel nuovo ospedale di Baggiovara. L'immobile è stato quindi acquistato dalla Fondazione Cassa di Risparmio di Modena con lo scopo di restaurarlo e di trasformarlo in un polo culturale, AGO Modena Fabbriche Culturali. Dal febbraio 2019 al gennaio 2020 la direzione di questo progetto è stata assegnata a Mauro Felicori.

## Descrizione

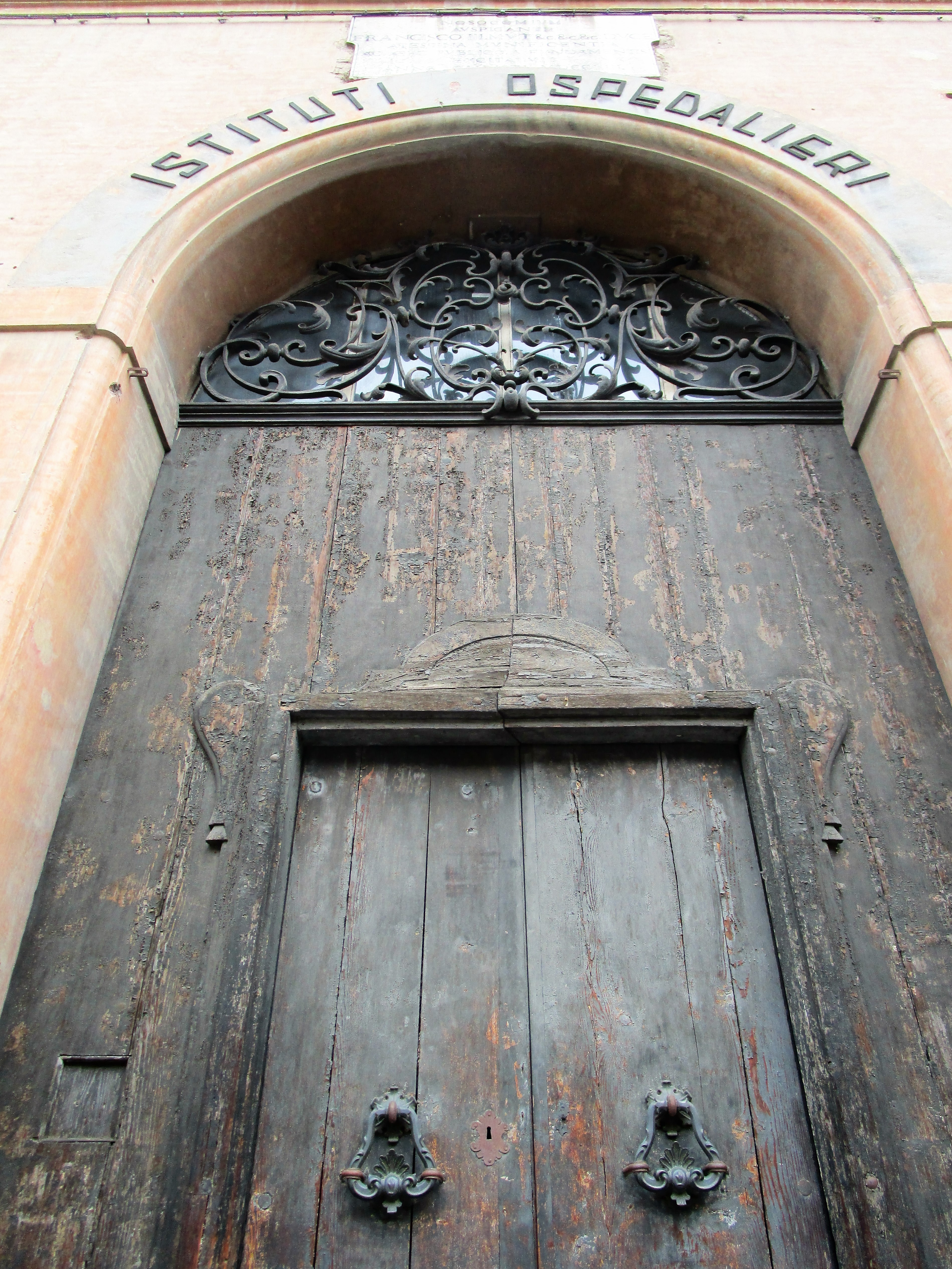
Portone d'ingresso

La pianta dell'ex ospedale ha una distribuzione molto originale degli spazi, simmetricamente divisi tra degenza femminile (tre corsie ad ovest) e maschile (tre corsie ad est), che evidenzia l'importanza attribuita alla devozione religiosa. Le corsie erano organizzate in modo tale che ogni degente potesse vedere un'immagine sacra da cui trarre conforto e speranza. Le tre corsie riservate alle donne avevano quindi una disposizione radiale con fulcro nell'altare dedicato a San Giobbe, mentre quelle del reparto uomini erano disposte attorno all'altare di San Nicolò.
Le corsie meridionali, disposte in diagonale e più lunghe, si concludevano nel grande atrio, a doppio volume, che oggi costituisce l'ingresso principale dell'ospedale da Largo Porta Sant'Agostino. Nell'atrio è possibile ammirare ancora oggi uno dei due quadranti dell'orologio realizzato nel 1765 dall'artigiano modenese Bonifazio Borsari.
La facciata principale, che dà su Largo Porta Sant'Agostino, era caratterizzata da una rigida simmetria e dalla gerarchia tra piano inferiore e piano superiore, evidenziata dalle dimensioni delle finestre. Tale simmetria si è perduta in seguito alla ristrutturazione del 1873, che ampliò le finestre del secondo piano. Le cornici delle finestre al piano terra sono caratterizzate da decorazioni in ferro battuto, opera dell'artista modenese Giambattista Malagoli, cui si devono anche le lunette in ferro battuto sopra i portoni di ingresso e la cancellata dell'atrio. Per lungo tempo si attribuì il progetto dell'edificio all'architetto bolognese Alfonso Torreggiani, mentre studi più recenti evidenziano il ruolo di Giuseppe Sozzi, capo muratore e vice architetto ducale, ai cui disegni il Torreggiani avrebbe dato approvazione finale.
All'interno dell'edificio trovano sede il Teatro Anatomico e la farmacia storica dell'ex ospedale.